# Türk Show
Türk Show ist ein Fernsehsender mit Vollprogramm für europäische Türken mit Produktionsschwerpunkt Deutschland. Produzent ist die Sonfilm Marketing, Film und TV GmbH mit Sitz in Köln-Dellbrück. Der Sendebetrieb läuft über Satellit und einzelne Kabelnetze.
Der Sender überträgt überwiegend Liveformate wie Fernsehshows mit spezieller Themenrelevanz für die türkischsprachige Bevölkerungsgruppe in Deutschland und Europa, aber auch Informationssendungen und Spielfilme.  Bekannte Sendungen des Senders waren u. a. Portreler, Kunsttempel, Türk Danış (Danışma Saati) und Bir Çift Turna.
Türk Show TV ist per Satellit über TürkSat digital zu empfangen, darüber hinaus auch über Kabel in Hamburg bei den Kabelanbietern wilhelm.tel und willy.tel sowie in Nordrhein-Westfalen und Hessen bei Unitymedia.
Seit 2014 nimmt der Sender für Deutschland am Türkvizyon Song Contest teil.

## Unternehmen
Das Unternehmen wurde 2004 gegründet, am 13. Mai 2005 erfolgte die Zulassung des Programms bei der Landesanstalt für Medien Nordrhein-Westfalen (LfM). In Köln-Dellbrück werden Nachrichten, Konzerte und Talk-Sendungen produziert. Eine Sitcom, die in der sendernahen Keupstraße spielt und in der ein Köln-typischer deutsch-türkischer Dialekt dominiert, wurde besonders beliebt.
Türk Show sieht sich selbst mit seinen interkulturellen Programmen als Bindeglied zwischen zwei Kulturen. Das Programmangebot des politisch und religiös unabhängigen Senders beabsichtigte, mit politischen, wirtschaftlichen, sozialen, wissenschaftlichen und kulturellen Themen für Unterhaltung der ganzen Familie zu sorgen. Laut Güler Balaban, geschäftsführende Gesellschafterin der Sonfilm, erreicht der Sender 90 % der in Deutschland lebenden Türken.
Nach Aussage seiner Programmchefin Hatice Balaban-Cobanwill will der Sender sein Angebot erweitern und mit für diesen attraktiven Programminhalten auch deutsche Zuschauer gewinnen.